# Casa consistorial de Labastida
La casa consistorial de Labastida es un edificio histórico de estilo barroco situado en el municipio español de Labastida, de la provincia de Álava, que funciona como sede del Ayuntamiento. El palacio es una obra del arquitecto Agustín de Azcárraga, el cual finalizó su construcción en 1740.

## Descripción
El palacio se encuentra en la Plaza de la Paz, justo enfrente de la iglesia de Nuestra Señora de la Asunción. El palacio presenta planta rectangular, además, cuenta con dos plantas en su fachada delantera y tres en su fachada trasera, esto debido a que está construido sobre una pendiente. 
La fachada principal se encuentra hecha de arenisca labrada, mientras que el resto de la construcción está hecha de sillar mediante mampostería.
En la parte inferior de la casa consistorial se encuentra una arcada triple con arcos de medio punto a través de los que se accede al pórtico, el cual ocupa la extensión del edificio y cuenta con un banco de piedra adosado a la pared. Del pórtico se puede entrar a la primera planta del edificio, la cual contiene una escalera para subir al piso principal, que cuenta con tres balcones coronados por frontones semicirculares que guardan la simetría con los arcos de la entrada. 